# Dvacáté století (časopis)
Dvacáté století (anglicky The Twentieth Century) je recenzovaný vědecký časopis vycházející při Ústavu světových dějin Filozofické fakulty Univerzity Karlovy. Dvakrát ročně přináší příspěvky v českém a anglickém jazyce věnované moderně koncipovanému bádání o dějinách dvacátého století, jejichž autory jsou přední čeští a zahraniční historikové (či další odborníci). Těmto původním studiím zaměřeným zpravidla na politické, hospodářské, sociální a kulturní aspekty dějin dvacátého století v evropském kontextu, jsou věnovány tři čtvrtiny každého čísla, zbytek pak tvoří recenze odborných publikací z okruhu zájmu časopisu.
Jako všechny časopisy z produkce Vydavatelství Filozofické fakulty Univerzity Karlovy vychází i časopis Dvacáté století od roku 2015 zcela v režimu Open Access a jeho digitální podoba je tedy čtenářům volně dostupná z webových stránek.